# 5994 Yakubovich
Az 5994 Yakubovich (ideiglenes jelöléssel 1981 SZ7) a Naprendszer kisbolygóövében található aszteroida. Ljudmilla Vasziljevna Zsuravljova fedezte fel 1981. szeptember 29-én.